# Championnats d'Europe de gymnastique artistique masculine 2004
Navigation
Édition précédente Édition suivante
Le 26e championnat d'Europe de gymnastique artistique masculine s'est déroulé à Ljubljana en Slovénie du 15 au 18 avril 2004.

## Résultats

### Concours général par équipe
| Rang               | Pays | Gymnastes                                                                           | Total   |
| ------------------ | ---- | ----------------------------------------------------------------------------------- | ------- |
| Médaille d'or      | ROM  | Marius Urzică Marian Drăgulescu Ioan Silviu Suciu Dan Potra Răzvan Șelariu          | 171.084 |
| Médaille d'argent  | BLR  | Ivan Ivankov Aliaksei Sinkevich Alexander Kruzhylov Denis Savenkov Dimitri Savitski | 169.732 |
| Médaille de bronze | FRA  | Dimitri Karbanenko Florent Marée Yann Cucherat Benoît Caranobe Pierre-Yves Bény     | 168.795 |

### Concours général individuel
| Rang               | Gymnaste                | Sol   | Cheval d'arçon | Anneaux | Saut  | Barres parallèles | Barre fixe | Total  |
| ------------------ | ----------------------- | ----- | -------------- | ------- | ----- | ----------------- | ---------- | ------ |
| Médaille d'or      | Marian Dragulescu (ROU) | 9.712 | 9.525          | 9.412   | 9.762 | 9.162             | 9.225      | 56.798 |
| Médaille d'argent  | Rafael Martinez (ESP)   | 9.612 | 9.662          | 8.950   | 9.325 | 9.625             | 9.537      | 56.711 |
| Médaille de bronze | Denis Savenkov (BLR)    | 9.550 | 8.912          | 9.437   | 9.262 | 9.475             | 9.525      | 56.161 |

### Finales par engins

#### Sol
| Rang               | Gymnaste                | Total |
| ------------------ | ----------------------- | ----- |
| Médaille d'or      | Marian Dragulescu (ROU) | 9.775 |
| Médaille d'argent  | Yordan Yovchev (BUL)    | 9.737 |
| Médaille de bronze | Rafael Martinez (ESP)   | 9.675 |

#### Cheval d'arçon
| Rang               | Gymnaste                | Total |
| ------------------ | ----------------------- | ----- |
| Médaille d'or      | Ioan Silviu Suciu (ROU) | 9.725 |
| Médaille d'argent  | Alberto Busnari (ITA)   | 9.712 |
| Médaille de bronze | Krisztian Berki (HUN)   | 9.700 |

#### Anneaux
| Rang               | Gymnaste                   | Total |
| ------------------ | -------------------------- | ----- |
| Médaille d'or      | Dimosthenis Tampakos (GRE) | 9.775 |
| Médaille d'or      | Alexander Safoshkin (RUS)  | 9.775 |
| Médaille de bronze | Matteo Morandi (ITA)       | 9.750 |

#### Saut
| Rang               | Gymnaste                   | Total |
| ------------------ | -------------------------- | ----- |
| Médaille d'or      | Marian Dragulescu (ROU)    | 9.756 |
| Médaille d'argent  | Jevgēņijs Saproņenko (LAT) | 9.662 |
| Médaille de bronze | Leszek Blanik (POL)        | 9.643 |

#### Barres parallèles
| Rang               | Gymnaste                | Total |
| ------------------ | ----------------------- | ----- |
| Médaille d'or      | Roman Zozulya (UKR)     | 9.775 |
| Médaille d'argent  | Valeriy Honcharov (UKR) | 9.725 |
| Médaille de bronze | Yann Cucherat (FRA)     | 9.712 |

#### Barre fixe
| Rang               | Gymnaste                | Total |
| ------------------ | ----------------------- | ----- |
| Médaille d'or      | Vlasios Maras (GRE)     | 9.787 |
| Médaille d'or      | Aljaz Pegan (SVN)       | 9.787 |
| Médaille de bronze | Christoph Schärer (SUI) | 9.687 |

## Tableau des médailles
| Rang  | Nation      | Or | Argent | Bronze | Total |
| ----- | ----------- | -- | ------ | ------ | ----- |
| 1     | Roumanie    | 4  | 0      | 0      | 4     |
| 2     | Grèce       | 2  | 0      | 0      | 2     |
| 3     | Ukraine     | 1  | 1      | 0      | 2     |
| 4     | Russie      | 1  | 0      | 0      | 1     |
|       | Slovénie    | 1  | 0      | 0      | 1     |
| 6     | Italie      | 0  | 1      | 1      | 2     |
| 7     | Lettonie    | 0  | 1      | 0      | 1     |
|       | Bulgarie    | 0  | 1      | 0      | 1     |
|       | Biélorussie | 0  | 1      | 0      | 1     |
| 10    | France      | 0  | 0      | 2      | 2     |
| 11    | Hongrie     | 0  | 0      | 1      | 1     |
|       | Espagne     | 0  | 0      | 1      | 1     |
|       | Suisse      | 0  | 0      | 1      | 1     |
|       | Pologne     | 0  | 0      | 1      | 1     |
| TOTAL | TOTAL       | 9  | 5      | 7      | 21    |